# Eduardo Alberto Rodríguez Cunha
Eduardo Alberto Rodríguez Cunha, conegut com Tatán, nascut a Redondela el 15 de maig de 1954, és un actor gallec.
Va participar en espectacles teatrals, televisió, cinema i sobretot en obres de teatre amb titelles. També es va dedicar a la música.

## Trajectòria
Va impartir cursos de dramatúrgia i va participar en diferents jurats de premis. Va participar al projecte Corasóns (2012-3), a la banda de Pop-Rock Eigualdeixa, al CD Tatán Chapeu (2016) i a el projecte María Fumaça (Xerais, 2013).
Va ser el fundador del col·lectiu de teatre Cirigaita de Redondela l'any 1980, de la companyia de teatre Tangarina l'any 1983, també a Redondela, i de Producións Teatrais do Sur S.L. És president de l'Asociación de Xente Titiriteira, que participa des de la seva creació en el Festival de Títeres de Redondela.

## Direcció
- O vendedor de paxaros (1999). C. Miro Magariños.
- Os tres xigantes superliantes (2002). Con Miro Magariños.
- A verdadeira historia de Pitita Braun (2008). C. Miro Magariños
- O Crebanoces (2009). C. Santi Prego
- Festa da Reconquista (2013). Vigo
- Santiago (2015). C. Paulo Medal. Redondela.
- Te doy mis manos (2021). Ocelot Tatro.

## Audiovisual

### Actor de lllargmetratges
- La llengua de les papallones (1998). José Luís Cuerda. Com Roque pare.
- Historia de Lena (2000). Gonzalo Tapias. Com a camioner
- El lápiz del carpintero (2001). Antón Reixa. Com Antonio, preso
- El regalo de Silvia (2002). Dionisio Pérez. Com Félix.
- Tres en el camino (2003). Laurence Boulting. Com frare.
- Heroína (2003). Gerardo Herrero. Com a psicòleg.
- Cama adentro (2004). Jorge Gragero, Argentina. Com a Luisito.
- Chapapote o no (2006). Ferran Llagostera.
- La Bella Otero (2007). Jordi Frades. Com a Guardia civil 1
- As reliquias do Santo (2009). Toño López. Com a Frei Lucas.
- Doentes (2010). Gustavo Balza. Como a sergent.
- Vacas, porcos e zapatos de tacón (2010). Manuel Espiñeira. Com a Marcial.
- Trote (2017). Xacio Baño. Com a Celso.
- El Santa Isabel (2019). Paula Cons. Com a Manolo.
- Matria (2021). Álvaro Gago. Com a señor José.

### Actor de curtmetratges
- O derradeiro grolo (2004). Olalla Piñeiro.
- A voda (2005). Mario Iglesias
- Meniña (2006). Dani Domínguez.
- Finisterre (2007).
- O meu crime perfecto (2009). Bernabé Carrillo.

### Actor de televisió
- Mareas vivas (2000). TVG.
- Pratos combinados (2000). TVG.
- As leis de Celavella (2002). TVG.
- Fíos (2002). TVG
- A miña sogra e mais eu (2004). TVG.
- A vida por diante (2005). TVG.
- Terras de Miranda (2006/8). TVG.
- Matalobos (2009). TVG.
- Escoba (2012). TVG.
- Manola (2015). TVG.
- Vivir sin permiso (2019). Telecinco.

## Teatre

### Amb Tanxarina
- Migallas cirigaitas (1983). Titelles.
- Rosalín no país do sol (1984). Titelles de filferro.
- Un, dous, catro... 24; Mariquiña ten un gato (1985). Titelles i animació.
- Puf, kataplof, chas!! (1986). Titelles i animació.
- Tutti frutti (1987). Titelles, marionetes i actors.
- Titiricircus (1988). Titelles de filferro i actors.
- Coca a volta da besta (1989). Teatro de rúa, llum, animació.
- O bebé (1990). Teatre d'ombres.
- Santiago, Santiago (1993). Bunraku i vara.
- Ah, ah, ah, estamos monstros de risa (1996). Actors i Titelles de filferro.
- Contaloucos (1998). Ninots de taula i actors.
- Ratapú (2002). Ninots muppets i actors.
- Os narigudos (2004). Titelles de guant i varetes.
- Sombreiros sen chapeu (2007). Sobras e actores.
- Trogloditas (2010). Actors i Ninots de vara.
- A casa do avó (2014). Actors i siluetes.
- As bombas e o xeneral (2016). Actores i siluetes.
- A galiña azul (2017). Actors i Titelles.
- A cazola de Lola (2021). Actors i Titelles.

### Amb el Centro Dramático Galego
- A cacatúa verde (2001). Com el Marqués de Lansac.
- Terceiro acto (2020).

### Amb Producións Teatrais do Sur S.L.
- Macbett (1994). E. Ionescu. Com el Rei Duncan.
- Sempre Ubú (1996). A. Jarry. Com a Mare Ubú.

### Amb el Teatro do Morcego
- A branca Rosa (2000). Barbany e Sans. Como D. Afonso de Portugal.
- Os vellos non deben de namorarse (2001). Castelao. Com don Saturio.
- Delicatessen (2019). Ajudant del Màgic.

### Amb el Centro Dramático Nacional
- Luna en Marte (2021). Dir. Dan Jemmet. Com Vittorio.

## Música
- Chapeu (2017). Amb la col·laboració del contrabaixista Pablo Vidal i Uxía. lletres de Tatán. Col·laboracions d'Uxía, Magín Blanco i Carlos Blanco. 12 cançons.[4]

## Premis
- 2018: Finalista als V PREMIOS MARTÍN CÓDAX DA MÚSICA, por Chapeu.[5]
- 2022: Premi María Casares al millor actor protagonista per Terceiro acto.[6]
- 2022: Premi de Honor “Dorotea Bárcena 2022 do FETEGA: "per la seva dilatada trajectòria de 39 anys en què va començar com a titellaire i es va convertir en un referent en el teatre d'objectes a Galícia, fundadora, entre d'altres, de Tanxarina Teatro l'any 1983".[7]
- 2024: Chimpín de Prata “Pepe Puime” del Festival de Cans.[8]